# 2599 Veselí
2599 Veselí eller 1980 SO är en asteroid i huvudbältet som upptäcktes den 29 september 1980 av den tjeckiske astronomen Zdeňka Vávrová vid Kleť-observatoriet. Den är uppkallad efter den tjeckiska staden Veselí nad Lužnicí.
Asteroiden har en diameter på ungefär 13 kilometer.